# Джеймс Босвелл
Джеймс Босвелл (29 жовтня 1740 , Единбург  — 19 травня 1795 , Лондон ) - шотланський письменник і мемуарник.
Босвел народився в 1740 році в Едінгубзі, Шотландія. Він був старшим сином судді Олександра Босвелла, лорда Ачинлека, і Еуфімії Ерскін. Джеймсу було суджено стати юристом, подібно батьку, проте кар'єра зазнала менших висот, ніж робота мемуарника. Його особлива харизма оповідання залишила помітний відбиток на англійській культурі і літературі. В сучасності навіть існую термін, на позначення стилю автора: boswellian.
Джеймс був відомим завдяки власним мемуарам, написані в прозорій манері зображення ходу власних дискусій опонентами. Мемуари були помічені тільки в 1920-х роках. У віці 19 років Джеймс був відправлений батьком в Глазго для освоєння права. Там же без відома батька перехрестився у католицтво і намірювався стати монахом. Коли батько довідався про зміну віри, тоді відправив сина додому. Джеймс врешті втік, щоби вкритися в Лондоні. Хованки тривали більше як 3 місяці. Батько дозволив лишитися в Лондоні на навчання, а згодом за здачею успішних екзаменів почав надсилати більше грошей, хоча ревно контролював розходи й вносив власні табу в життя юнака.
1763 був відзначений лондонськими мареннями Босвелл і веденням щоденника. Між 1764 та 1766 роками він подорожував Європою. Він вивчав право в Утрехті і відвідав Францію, де познайомився з Вольтером та Руссо. Бувши католиком, він також здійснив паломництво до Риму і побував на Корсиці, де познайомився з відомим бунтарем проти генуезької та французької влади Паскуале Паолі, яким він уже захоплювався.
У 1766 році, у супроводі своєї колишньої коханої, Руссо повернувся до Лондона і став адвокатом в Единбурзі (випускний іспит проходив там же). Він займався професійною діяльністю понад десять років. Щороку він проводив близько місяця у Семюеля Джонсона, з яким жив у сердечній дружбі, незважаючи на довічну ворожість Джонсона до шотландців. Він зробив виняток для Босвелл. Наприкінці сімдесятих років Босвелл почав впадати в алкоголізм. Після смерті Джонсона в 1784 Босуелл оселився в Лондоні. У 1791 році він опублікував свою найбільшу працю, одну з пам'яток британської літератури, "Життя Семюеля Джонсона", в якому описав життя свого друга - одного з найгостріших розумів Лондона XVIII століття.
Їхня дружба тривала довгі роки, попри те, що один з них був англійцем, а інший - шотландцем. На відміну від Джонсона - віга - Босвелл був торуй і після своєї смерті став об'єктом нападок Маколея, історика початку XIX століття з виговськими поглядами.

## Роботи
- Dorando, a Spanish Tale (1767)
- An Account of Corsica (1768)
- Mapa z Account of Corsica, 1768
- The Hypochondriack (1777-1783)
- Journal of a Tour to the Hebrides (1785)
- The Life of Samuel Johnson (1791)